# Кірик Микола Дмитрович
Кі́рик Мико́ла Дми́трович (23 липня 1949, с. Лючин, Рівненська область — 14 липня 2014, Львів) — український лісівник, фахівець у галузі механіки, доктор технічних наук (1996), професор, завідувач кафедри деревообробного обладнання та інструментів Національного лісотехнічного університету України. Академік Лісівничої академії наук України (ЛАНУ).

## Біографія
Кірик Микола народився 23 липня 1949 року в селі Лючин Острозького району, на Рівненщині. У 1974 році закінчив Львівський лісотехнічний інститут (тепер — Національний лісотехнічний університет України, місто Львів) за спеціальністю «Машини та механізми деревообробної промисловості», здобувши кваліфікацію «інженер-механік».
Наукову діяльність М. Д. Кірик розпочав у Львівському лісотехнічному інституті з посади асистента. У 1976—1983 роках — доцент, з 1983 року — завідувач кафедри деревообробного обладнання та інструментів. 1980 року захистив кандидатську дисертацію на тему «Підвищення стійкості ножів відцентрових стружкових верстатів фрикційно-зміцнювальною обробкою». 1996 року захистив дисертацію в Українському державному лісотехнічному університеті за спеціальністю «машини та процеси лісівничого комплексу» — на тему «Технологічні основи підвищення стійкості проти спрацювання дереворізального інструменту з високовуглецевих та низьколегованих інстурментальних сталей». Вчене звання професора отримав 1998 року з кафедри деревообробного обладнання та інструментів. До 2012 року був деканом лісомеханічного факультету Національного лісотехнічного університету України.
Викладацьку роботу здійснював за напрямком «Інженерна механіка» за спеціальністю «Обладнання лісового комплексу». Викладав дисципліни «Механічна обробка деревини», «Підготовка та експлуатація дереворізальних інструментів». Науково-педагогічний стаж роботи налічував близько 40 років. Професор М. Д. Кірик був головою спеціалізованої вченої ради в НЛТУ України за спеціальністю «машини для земляних, дорожніх та лісотехнічних робіт». Під керівництвом професора М. Д. Кірика було захищено 4 кандидатських та одна докторська дисертації.
Професор М. Д. Кірик володів англійською, словацькою, італійською та російською мовами.
Помер 14 липня 2014 р. Похований у селі Малехів на Львівщині.

## Наукові праці
Основні напрями наукової діяльності професора Кірика: дослідження процесів різання деревини та деревних матеріалів; розроблення та дослідження сучасних методів зміцнення дереворізальних інструментів та деталей машин обладнання лісового комплексу з вуглецевих та низьколегованих інструментальних сталей. За час науково-педагогічної роботи науковий доробок професора Кірика М. Д. складає більше 70 наукових, 10 науково-популярних статей та 65 навчально-методичних робіт. Основними серед них є наступні:
- Кірик М. Д. Механічне оброблення деревини та деревних матеріалів: Підручник. — Львів: Кольорове небо, 2006. — 412 с.
- Кірик М. Д. Підготовлення та експлуатація дереворізальних інструментів до роботи та їх експлуатація: Навчальний посібник. — Львів, Ахіл, 2002. — 408 с.
- Кірик М. Д. Інструмент для оброблення деревини та деревних матеріалів: Навчальний посібник. — Львів-Коломия, 1999. — 190 с.
- Кірик М. Д. Різання деревини та деревних матеріалів: Навчальний посібник. — Львів-Коломия, 2000. — 199 с.
- Шостак В. В., Кірик М. Д., Григор'єв А. С. та ін. Обладнання деревообробного виробництва: Навчальний посібник. — К.: Віпол, 1993. — 327 с.
- Кірик М. Д., Ребезнюк І. Т. Підвищення стійкості вузьких стрічкових пилок обробкою високошвидкісним тертям // «Лісовий журнал». — 1993. — № 5. — С. 34-35.
- Кірик М. Д. Комбінований спосіб зміцнення дереворізального інструменту // Науковий вісник. Збірка науково-технічних праць. — Львів: УкрДЛТУ, 1998. — С. 88-92.
- Кірик М. Д. Зміцнення плоских поверхонь дереворізального інструменту високошвидкісним тертям // Машинознавство. — 1998. — , № 6. — С. 23-27.
- Кірик М. Д. Силова взаємодія при зміцненні тонких ножів для фрезування деревини // Машинознавство. — 1998. — № 8. — С. 24-28.
- Кірик М. Д. Формування структури та розрахунок товщини зміцненого високошвидкісним тертям поверхневого шару сталевого дереворізального інструменту // Машинознавство. — 1998. — № 9-10. -С. 33-35.
- Кірик М. Д., Шостак В. В., Онуфрик П. П. та ін. Оптимізація режимів склеювання паркетних виробів на сотопластовій основі // Науковий вісник. Збірка науково-технічних праць. — Львів: УкрДЛТУ, 2003. — Вип. 13.2. — С. 98-102.
- Установка для поверхневого зміцнення сталевих деталей шляхом оброблення високошвидкісним тертям // Науковий вісник Національного лісотехнічного університету України. Випуск 19(4). — Л., 2009.

## Нагороди і відзнаки
У 1999 році нагороджений Орденом за заслуги ІІІ ступеня.